# Saint-Just-d'Avray
Saint-Just-d'Avray is een gemeente in het Franse departement Rhône (regio Auvergne-Rhône-Alpes) en telt 692 inwoners (2005).
De gemeente maakt deel uit van het arrondissement Villefranche-sur-Saône. Tot het in maart 2015 werd opgeheven behoorde de gemeente tot het kanton Amplepuis, sindsdien valt het onder het kanton Tarare.

## Geografie
De oppervlakte van Saint-Just-d'Avray bedraagt 17,5 km², de bevolkingsdichtheid is 39,5 inwoners per km².
De onderstaande kaart toont de ligging van Saint-Just-d'Avray met de belangrijkste infrastructuur en aangrenzende gemeenten.

## Demografie
Onderstaande figuur toont het verloop van het inwonertal (bron: INSEE-tellingen).